# Tomahawk (hladno oružje)
Tomahawk je hladno oružje američkih Indijanaca, izvorno algonkinsko, od kojih su ga preuzela ostala plemena. 
Riječ tomahawk došla je možda iz powhatanskog tamahaac, od tamaham ' he cuts ', riječ je slična i u ostalim algonkinskim jezicima, što i dokazuje njegovo algonkinsko porijeklo. Indijanci Delaware zvali su ga tamoihecan, Micmac tumeegun, Mohegan, tummahegan. 
Eva Lips smatra da se tomahawk kao oružje razvilo od oruđa, i samo njegovo značenje opravadava Lipsovu, a naziva ga 'utomohiken ', delawarski tamoihecan, veoma joj je srodan. 
Najraniji tomahavci imali su kamenu glavu učvršćenu kožnim uzicama ili tetivama za drvenu ručku. Kasnije se koristi metalno sječivo, i u raznim varijantama može se javiti s dodatkom glave za lulu, takozvani 'tomahawk-pipe' ili tomahawk-lula', na koju su Indijanci mogli pušiti. Rat i mir, Tomahawk i kalumet, Indijancima je simbol za sklapanje primirja kada bi se pušio 'kinnikinnick' na lulu-mira, i obredno zatim zakapali tomahawk u zemlju. -Vučji Indijanci, pleme Pawnee, i danas na svojoj plemenskoj zastavi imaju ukriž postavljen kalumet i tomahawk. Ispod je 7 vršaka strijela koji simboliziraju 7 ratova, u kojima su Pawnee služili u američkoj vojsci, uključujući oba svjetska rata, korejski, vijetnamski i zaljevski.

## Vanjske poveznice
- Pipe Tomahawk
- Tomahawks  Arhivirana inačica izvorne stranice od 26. lipnja 2006. (Wayback Machine)
- Native American Weapons: Tomahawk